# 勧修寺

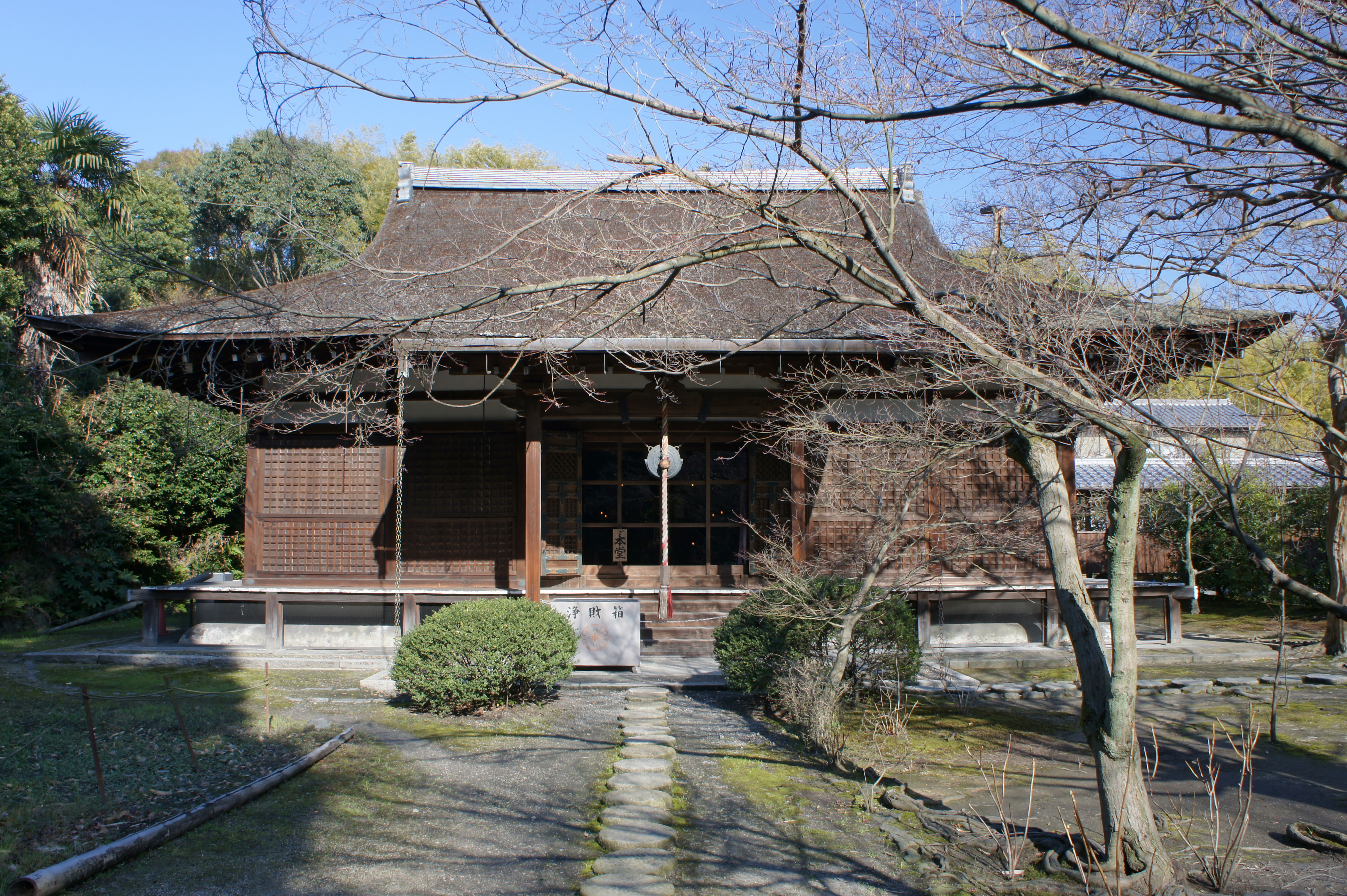
本堂

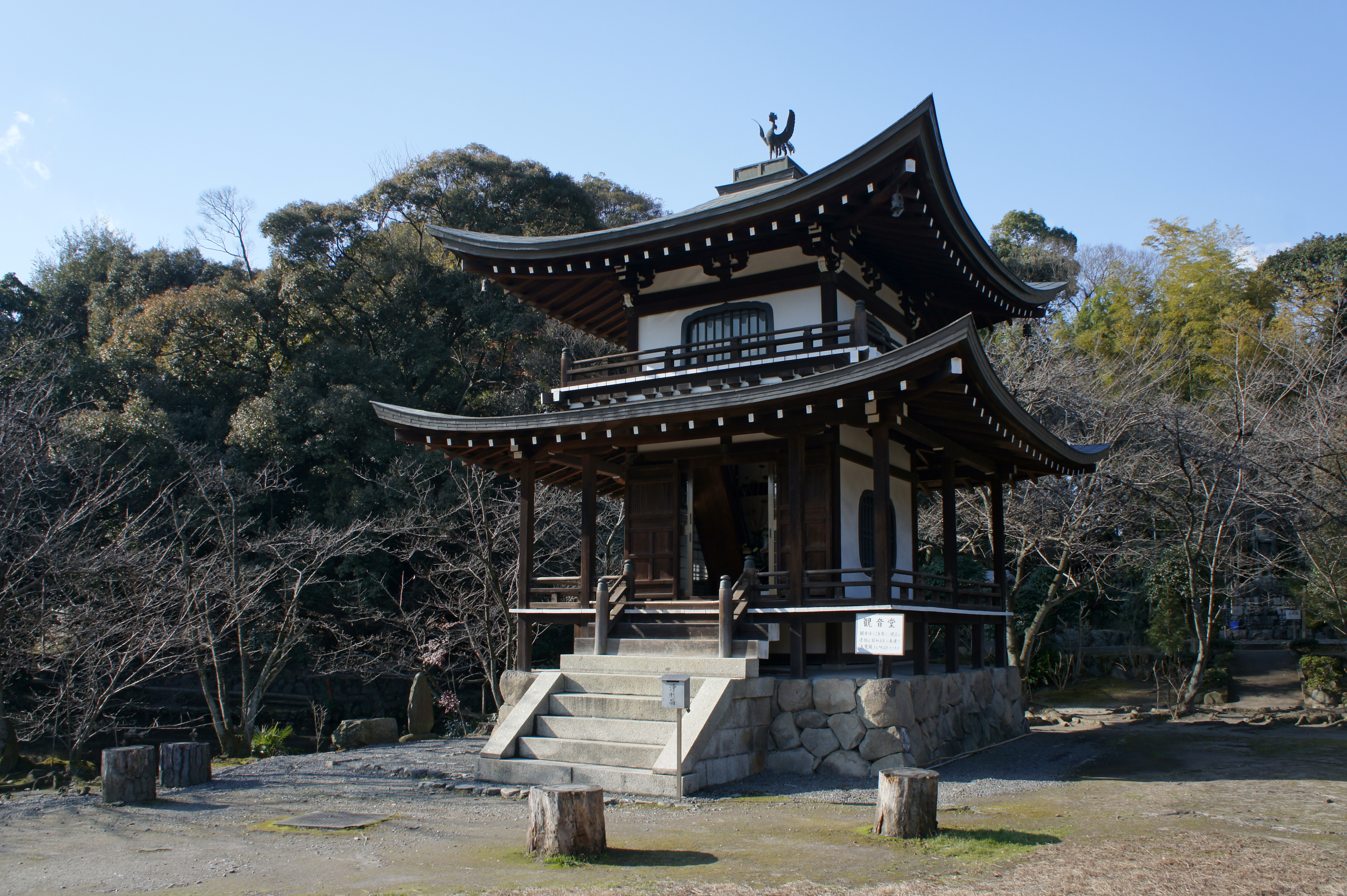
観音堂

勧修寺（かじゅうじ）は、京都市山科区勧修寺にある真言宗山階派の大本山の寺院。山号は亀甲山。本尊は千手観音。開基（創立者）は醍醐天皇、開山（初代住職）は承俊である。寺紋（宗紋）は裏八重菊。皇室と藤原氏にゆかりの深い寺院である。門跡寺院であり、「山階門跡」とも称する。
寺名は「かんしゅうじ」「かんじゅじ」などとも読まれることがあるが、寺では「かじゅうじ」を正式の呼称としている。一方、山科区内に存在する「勧修寺○○町」という地名の「勧修寺」の読み方は「かんしゅうじ」である。

## 歴史

### 創建
『勧修寺縁起』等によれば、当寺は昌泰3年（900年）、醍醐天皇が、若くして死去した生母藤原胤子の追善のため、胤子の祖父にあたる宮道弥益（みやじいやます）の邸宅跡を寺に改め、氷室池も取り込んだもので、胤子の同母兄弟である右大臣藤原定方に命じて造立させたという。胤子の父（醍醐の外祖父）藤原高藤の諡号（しごう）をとって勧修寺と号した。開山は東大寺出身の法相宗の僧である承俊律師。代々法親王が入寺する宮門跡寺院として栄えたが、文明2年（1470年）に応仁の乱の兵火で焼失して衰退し、江戸時代に入って徳川氏と皇室の援助により復興された。
宮道弥益は山城国宇治郡（現・京都市山科区）の大領（郡司）であった。弥益の娘・宮道列子は藤原北家の流れを汲む内大臣藤原高藤に嫁した。彼らの間に生まれたのが宇多天皇女御・醍醐天皇生母となった胤子である。高藤の流れを汲む家系を、寺名にちなんで勧修寺流という。なお、高藤と列子の恋愛について『今昔物語集』に説話が残されている（後述）。
創建年代については上述の通り昌泰3年とするのが一般的だが、異説もある。勧修寺は延喜5年（905年）、定額寺に列せられているが、この時の太政官符には「贈皇后（胤子）が生前に建立した」旨の記述があり、これに従えば、胤子の没した寛平8年（896年）以前の創建となる。
前述の通り、勧修寺は延喜5年（905年）に定額寺に列せられ、皇室と藤原氏の援助を受けて栄えた。勧修寺においてはその長たる僧を「長吏」と称するが、天永元年（1110年）、7世勧修寺長吏となった寛信（1084年 - 1153年）は藤原高藤8世の孫・藤原為房の子で、東寺長者、東大寺別当などを歴任した人物である。「勧修寺法務」とも称された寛信は真言密教の事相に通じ、真言宗小野流の一派である勧修寺流の祖とされている。

### 中世以降
南北朝時代、後伏見天皇第7皇子の寛胤法親王（1309年 - 1376年）が15世長吏となって以来、勧修寺は宮門跡寺院となり、幕末まで法親王ないし入道親王が入寺した。中世の勧修寺は現在の京都市山科区勧修寺一帯を領するほか、各地に広大な寺領をもち、真言宗小野流の中心寺院、皇室ゆかりの寺院として最盛期を迎えた。建武3年（1336年）の「勧修寺寺領目録」によると、勧修寺の寺領は加賀国郡家荘をはじめ、三河国、備前国など18か荘に及んでいた。
その後、応仁の乱の文明2年（1470年）の兵火で寺は焼失。豊臣秀吉が伏見街道を造るに際して境内地は削減され、氷室池の南側を埋め立てられるなどして次第に衰退する。
寺が再興されるのは天和2年（1682年）、霊元天皇皇子の済深法親王が29世長吏として入寺してからであった。法親王が東大寺大仏殿再建に功があったとして、寺領が1,012石に加増された。現存する本堂、宸殿、書院等の伽藍は、霊元天皇、明正天皇などの旧殿を下賜されたものである。済深法親王に次いで30世となった尊孝法親王は伏見宮出身であった。法親王の叔母にあたる真宮理子（さなのみやまさこ）が紀州藩出身の将軍・徳川吉宗の正室であった縁で、紀伊国の約100か寺が勧修寺の末寺となった。西国三十三所観音霊場札所として著名な紀三井寺護国院は、現在は真言宗から独立しているが、元は勧修寺の末寺であった。幕末の32世済範入道親王も伏見宮の出身であったが、後に還俗して山階宮晃親王となった。

### 近代
真言宗各派は明治以降、対立と分派・合同を繰り返した。御室派、醍醐派、大覚寺派等が分立した後も勧修寺は「真言宗」にとどまっていたが、1907年（明治40年）には当時の「真言宗」が解消されて山階派、小野派、東寺派、泉涌寺派として独立。勧修寺は山階派本山となった。その後、第二次世界大戦中には宗教団体法の施行により、既存仏教各派の統合が進められ、真言宗各派は完全に統合されたが、戦後の1952年（昭和27年）に再度山階派として独立している。
なお、1872年10月30日（明治5年9月28日）から1881年（明治14年）6月にかけて勧修寺内の一部が勧修小学校として使用されている。 
1951年（昭和26年）には、かつて塔頭寺院があった場所に大石順教によって塔頭佛光院が建立されている。

### 藤原高藤と宮道列子に関する説話
『今昔物語集』巻22「高藤内大臣語 第七」には次のような高藤と列子の恋愛が伝えられている。藤原北家の流れを汲む藤原高藤は、鷹狩が趣味であった。ある時、鷹狩のため南山階（みなみやましな、京都市山科区）に来ていた高藤は、雨宿りのためたまたま通りかかった宮道弥益の屋敷を訪れた。勧められるままに弥益の邸に1泊した高藤は弥益の娘（列子）に一目ぼれし、一夜の契りを結んだ。翌日、鷹狩から帰らぬ息子を心配して待っていた、高藤の父・藤原良門は激怒し、高藤が今後鷹狩に行くことを厳禁した。その後、高藤と列子は長らく音信不通であった。それから6年後、高藤はようやく列子と再会する。列子には娘がいた。6年前、高藤との一夜の契りで宿した子であった。この娘こそが後に宇多天皇の女御となり、醍醐天皇の生母ともなった藤原胤子である。

## 境内

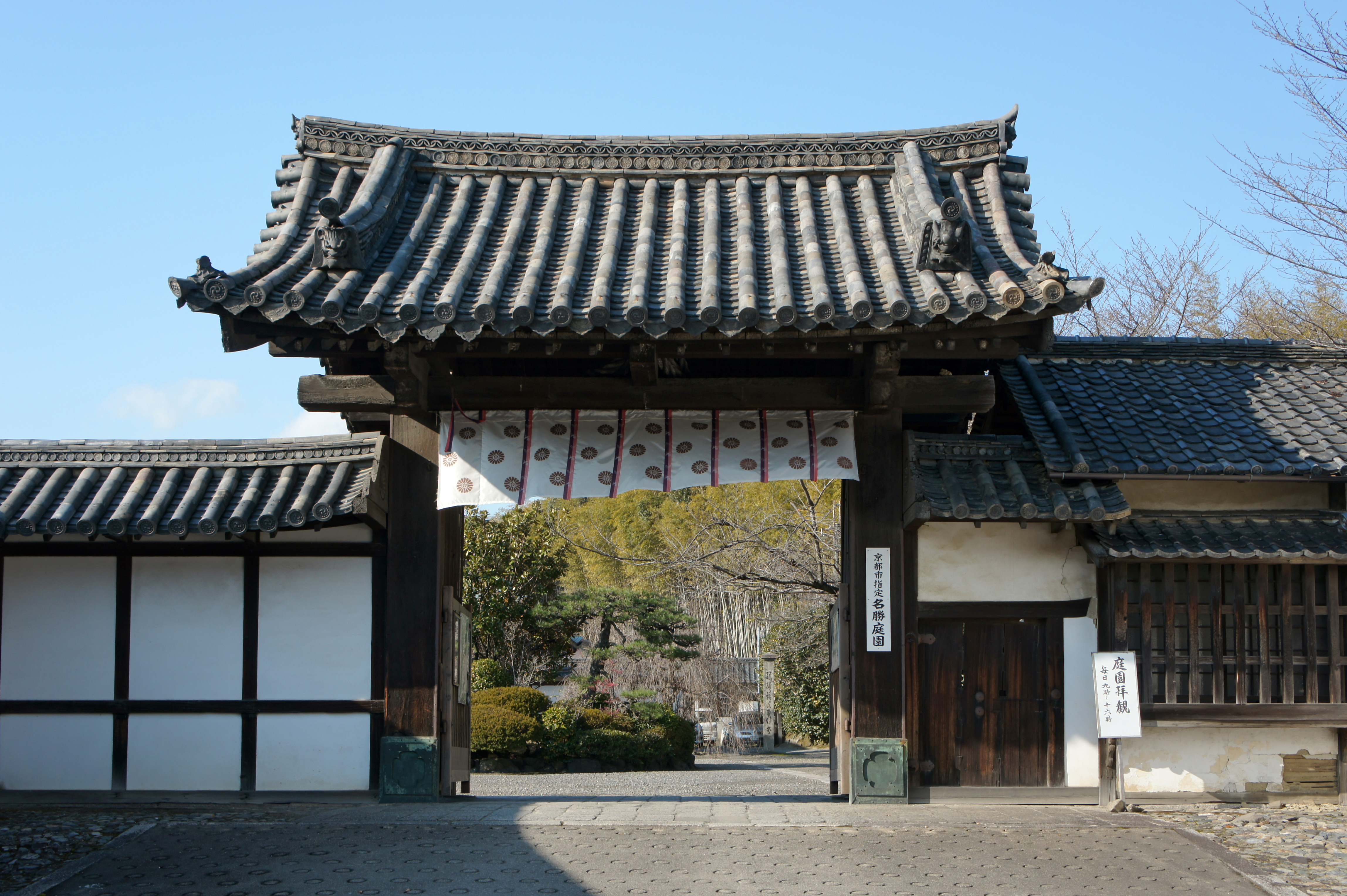
山門

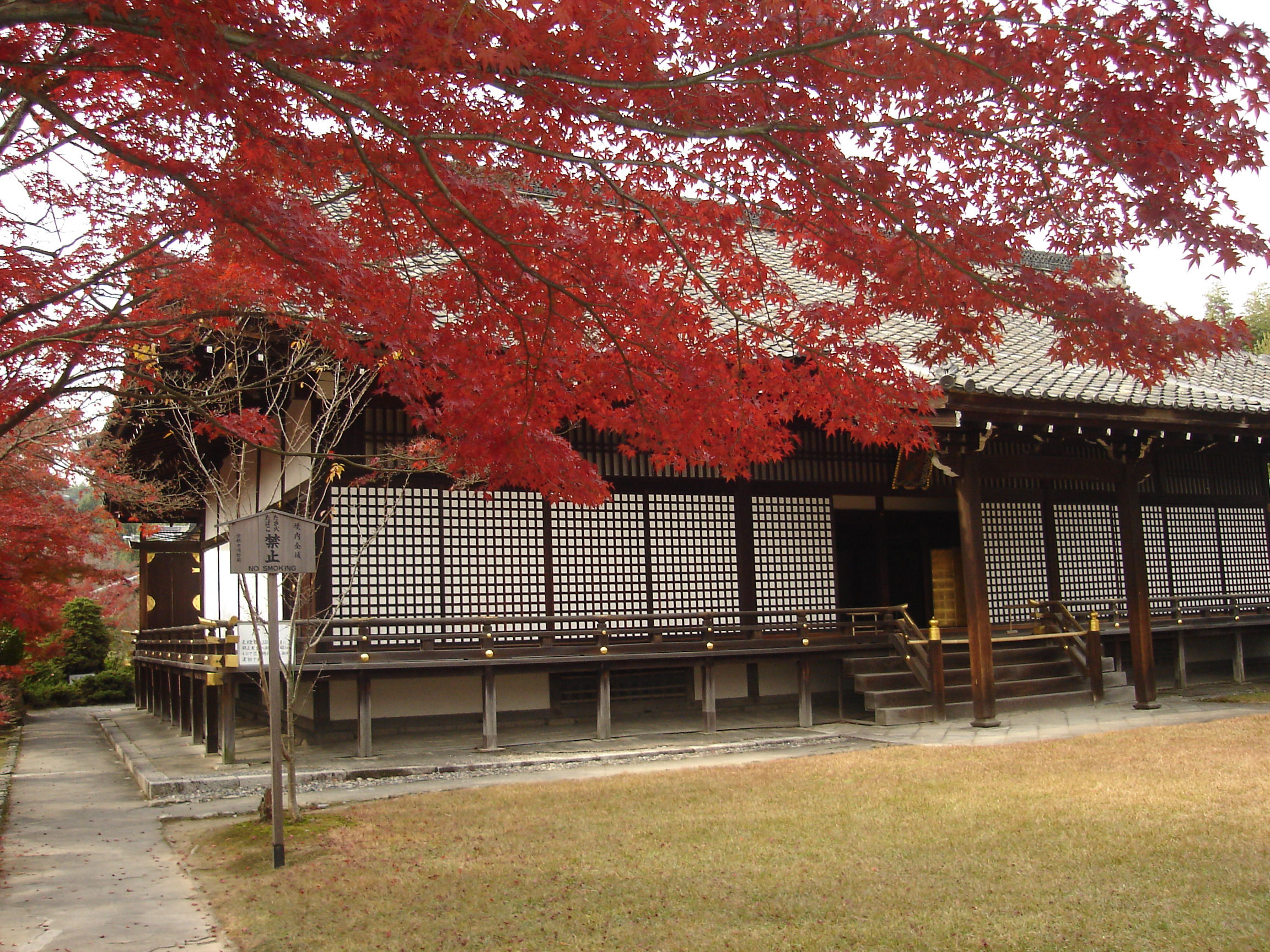
紅葉と宸殿

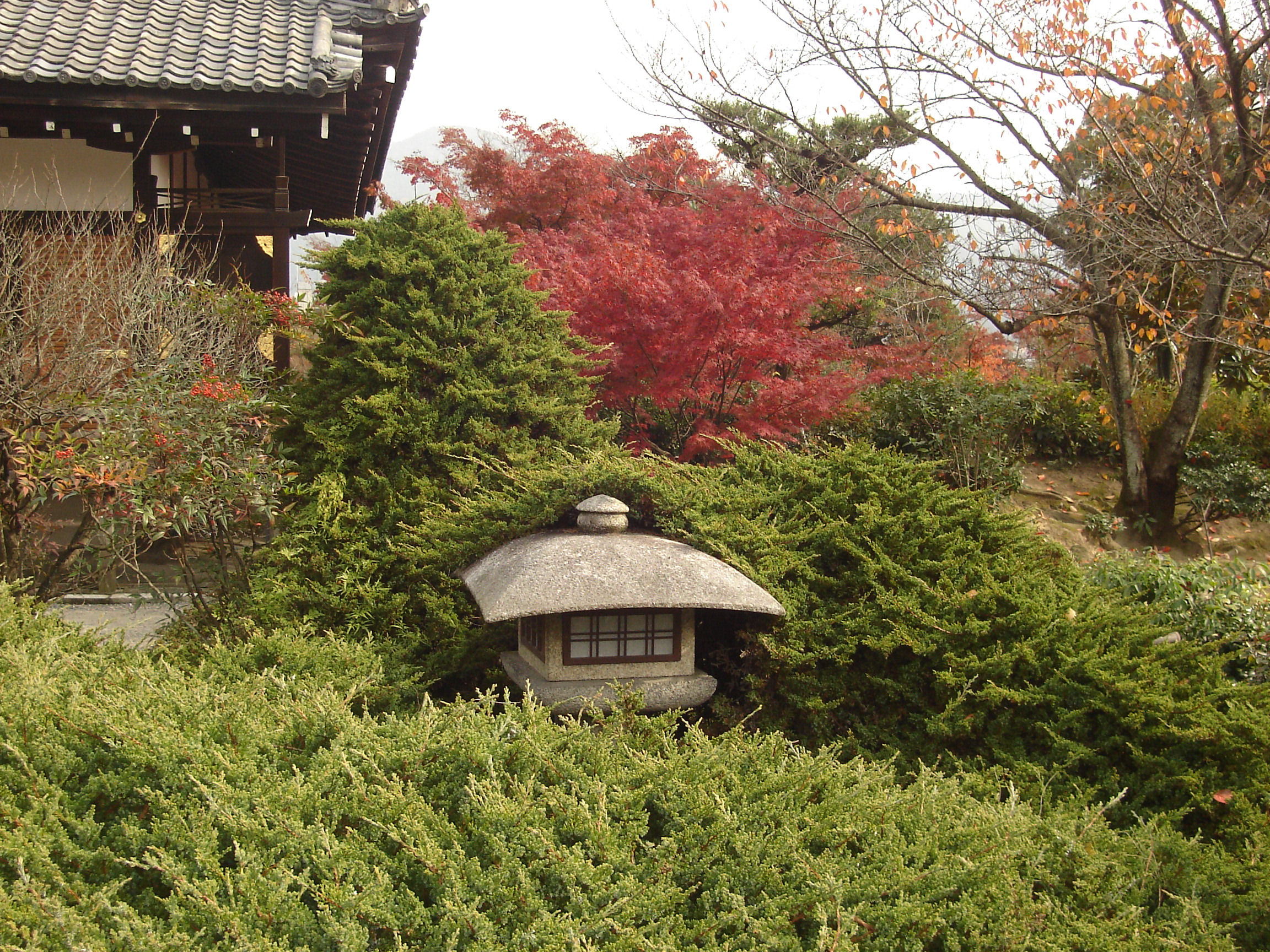
勧修寺型燈籠。周囲に植えられているのは樹齢約750年のハイビャクシン。

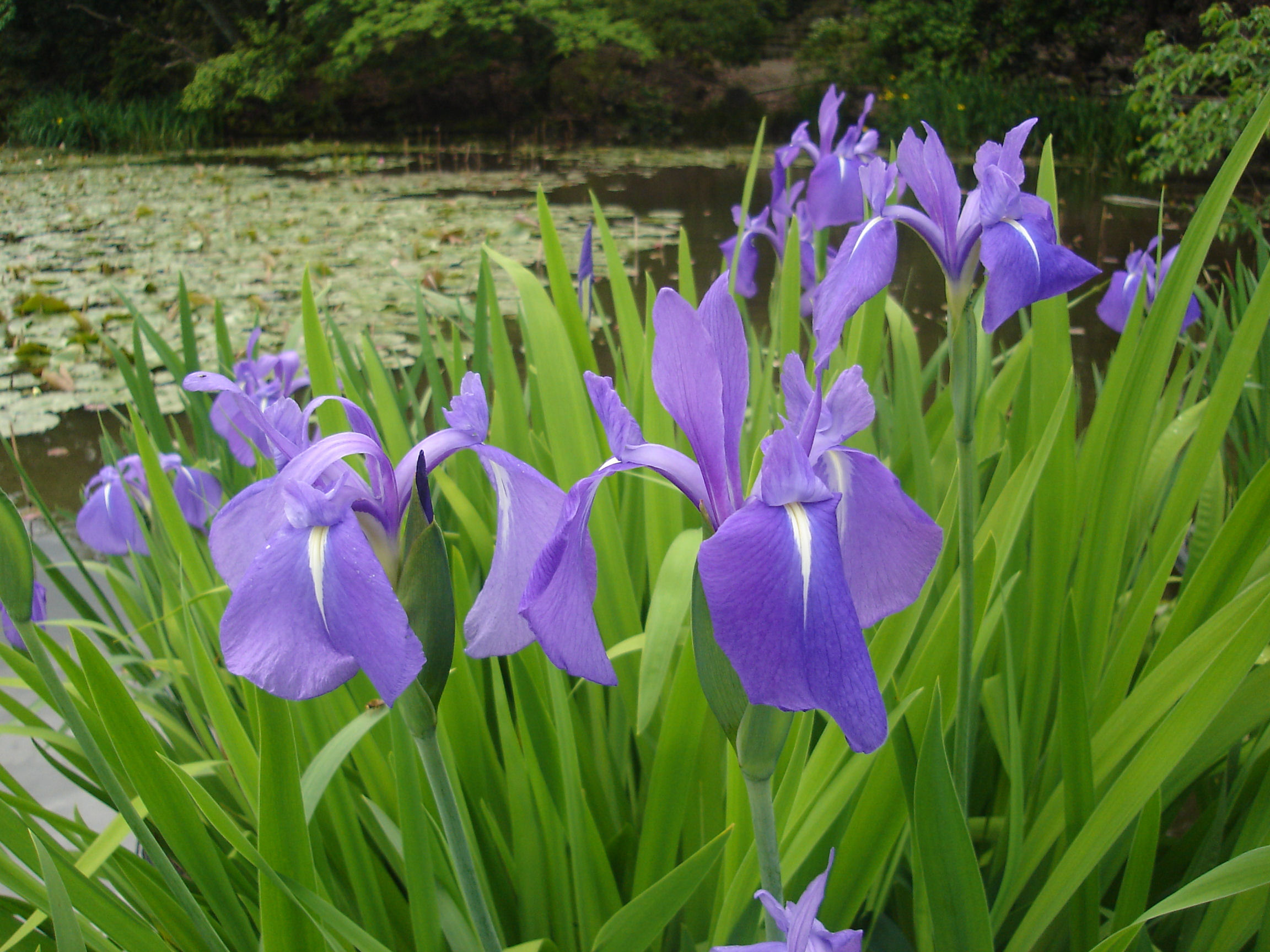
氷室池の杜若

山門へ至る参道の両側には白壁の築地塀が続き、門跡寺院の格式を表している。境内東側には手前から宸殿、書院、五大堂、本堂などが建つ。境内西側は氷室池を中心とした庭園であり、池に面して楼閣風の観音堂（昭和初期の建立）が建つ。
- 本堂（京都市指定有形文化財） - 寛文12年（1672年）に霊元天皇の仮内侍所（かりないしどころ）を下賜されたもので、元は近衛家の建物であったという。本尊千手観世音菩薩立像（5尺3寸、約160センチメートル）は醍醐天皇の等身像と伝えるが、現存の像は室町時代頃の作である。入母屋造、檜皮葺き。普段は建物の内部の拝観はできないが、春の特別公開時は宸殿・書院・本堂の内部の拝観ができる。
- 五大堂
- 書院（重要文化財） - 貞享3年（1686年）に、延宝元年（1673年）から延宝3年（1675年）にかけて造営された後西天皇の旧殿を下賜されたものという（明正天皇の旧殿とする説もある）。入母屋造、杮葺き（こけらぶき）で、江戸時代初期の書院造の典型とされる。内部は、門跡の御座所である「上段の間」、対面所である「次の間」、門跡の私室と思われる「柳の間」などからなる。
  - 勧修寺棚 - 上段の間にある違い棚。ケヤキの一枚板からなる3つの棚のうち中央が一段高い、左右対称の構造をしている。柱は床柱も含め、木曽の山から切り出された尾州ヒノキが用いられている。
  - 近江八景図 - 土佐光起筆。次の間に描かれている。中国の瀟湘八景図に倣い、近江国琵琶湖沿岸の風景を描いたもの。近江八景の大和絵としては日本最大級の絵である。床の間の左下には瀬田の唐橋を渡る大名行列が衣装まで微細に描かれており、当時の風俗を知る資料の一つとされる。右上には石山寺が描かれている。
  - 竜田川紅葉図 - 土佐光成筆。上段の間に描かれている。竜田川は古来より紅葉の名所とされていた。川を流れる紅葉の葉の表現には銀のいぶし焼きの技法が用いられ、木々の赤には柘榴石をすり潰したものが用いられた。
- 宸殿（京都市指定有形文化財） - 元禄10年（1697年）に明正天皇の旧殿を下賜されたものという。入母屋造、桟瓦葺き（さんがわらぶき）[注釈 3]。内部は書院造となっている。上段の間には床、棚、付書院を配し、二の間と三の間が一列に並んでいる。1872年（明治5年）9月、勧修小学校が開校時、約9年間ここが校舎となった[2]。
- 書院南庭（京都市指定名勝） - 一面に樹齢約750年といわれるハイビャクシンが植えられており、その中に、徳川光圀寄進と伝えられている灯籠が据えられており、「勧修寺型燈籠」と呼ばれる。この灯籠は、雪見灯篭をアレンジして創作されたものである。書院から眺める平庭の背後には氷室池越しに南大日山、さらに遠くには醍醐の山々を望む。
- 客殿
- 庫裏
- 宗務所
- 門跡寮
- 宝蔵
- 観音堂 - 1931年（昭和6年）に再建された氷室池に面した楼閣風の建物。大斐閣（だいひかく）とも称される。本尊は観世音菩薩像。
- 修行大師像 - 修行中の空海の像。
- 庭園「氷室園」（京都市指定名勝） - 氷室池を中心とする池泉回遊式庭園で約2万平方メートルある。氷池園とも呼ばれる。平安時代には1月2日に氷室池に張った氷を宮中に献上してその厚さによって五穀豊穣を占ったといわれている。氷室池はかつて現在よりも南に広がっていたが、豊臣秀吉による伏見城築城の際に新道建設のために埋め立てられて現在の大きさになったとされている。天明6年（1786年）刊行の「拾遺都名所図会」には「氷室池十五勝」が描かれている。当時の翠微滝（すいびのたき）は現在では枯滝となり、中島の数も減っている。庭園の樹木や池はそれほど人間の手が加えられていないため、多くの野鳥が住んでいる。春には桜、初夏にはカキツバタ、花菖蒲、睡蓮、夏には蓮、秋には楓、早春には梅など四季を通じて様々な花で知られる。なお、池を周遊する道の入口に「この先、行かれるのはご自由ですが、大いに危険」と書かれた警告文がある。これは毒蛇が出るとか、通路が崩壊しているという類の意味ではなく、前述の通り庭園の樹木や池はそれほど人間の手が加えられていないため池に柵がなく、かつ多くの野鳥が住んでいるため大型野鳥が巣作りの季節に巣の材料の枝を落とすことがあるので注意という意味とされる。
- 弁天堂
- 中門
- 山門
- 佛光院 - 塔頭。1951年（昭和26年）に大石順教によって建立された。勧修寺の朱印の押印は塔頭・佛光院の納経所で行っているが、佛光院の住職が法要等で不在の時は、事前にあらかじめ「書き置き」した別紙を渡される方式になるので、朱印帳に直接押印してもらいたい場合は佛光院に電話確認したほうが良い。春の特別公開時は、普段は拝観券売り場の建物が朱印受付となり、関係者が常時駐在する。

## 文化財

### 重要文化財
- 書院[3]
- 蓮華蒔絵経箱（紺紙金泥大日経等13巻入）
- 仁王経良賁疏 3帖
- 金剛頂瑜伽経 巻第一、二 永承五年十月頼尊加点白書奥書（附 金剛頂瑜伽経 巻第三）[4]
- 勧修寺文書（935通） 86巻、24冊、129通、3綴 - 2017年度指定[5][6]。
- 勧修寺聖教（しょうぎょう）2,366点（附 聖教箱24合）[7][8]

典拠：2000年（平成12年）までの指定物件については、『国宝・重要文化財大全 別巻』（所有者別総合目録・名称総索引・統計資料）（毎日新聞社、2000）による。
奈良国立博物館所蔵の国宝「刺繍釈迦如来説法図」（奈良時代または中国・唐時代）はもと勧修寺の所蔵で、第二次大戦後に国有になったものである。

### 京都市指定有形文化財
- 本堂
- 宸殿

### 京都市指定名勝
- 勧修寺庭園 - 書院南庭と氷室園からなる。1988年（昭和63年）5月2日指定。

## 施設
- 勧山学院山階文庫

## 勧修寺門跡諸大夫・侍
- 勧修寺門跡諸大夫
  - 朝井家
    - 朝井景命（従五位下、陸奥守）
- 勧修寺門跡侍
  - 大音豊義（従六位上、出羽介）

## 幕末の領地
国立歴史民俗博物館の『旧高旧領取調帳データベース』より算出した幕末期の勧修寺領は以下の通り（5村・1,016石余）。
- 山城国宇治郡のうち - 1村
  - 勧修寺村のうち - 312石
- 山城国久世郡のうち - 1村
  - 久世村のうち - 117石余
- 山城国綴喜郡のうち - 3村
  - 山本村のうち - 173石余
  - 井手村のうち - 100石
  - 水無村 - 313石余

## 前後の札所
真言宗十八本山
9 東寺　-　10 勧修寺　-　11 随心院

## 所在地
京都市山科区勧修寺（かんしゅうじ）仁王堂町27-6